# Джонс, Ларри (баскетболист)
Уолтер «Ларри» Джонс (англ. Walter "Larry" Jones; родился 22 сентября 1942, Колумбус, Огайо — 16 августа 2025) — американский профессиональный баскетболист, выступал в Американской баскетбольной ассоциации, отыграв шесть из девяти сезонов её существования, плюс два сезона в Национальной баскетбольной ассоциации.

## Ранние годы
Ларри Джонс родился 22 сентября 1942 года в городе Колумбус (штат Огайо), где учился в Восточной средней школе, в которой играл за местную баскетбольную команду.

## Студенческая карьера
В 1959 году он поступил в Университет Толидо, где в течение четырёх лет играл за баскетбольную команду «Толидо Рокетс», в ней он провёл успешную карьеру под руководством известного наставника Эда Мелвина, набрав в итоге в 63 играх 1318 очков (20,9 в среднем за игру) и 568 подборов (9,0). При Уолтере «Рокетс» ни разу не выигрывали ни регулярный сезон, ни турнир конференции MAC, а также ни разу не выходили в плей-офф студенческого чемпионата США. Кроме этого по итогам сезона 1961/1962 годов Уолтер Джонс был включён в первую сборную всех звёзд конференции MAC.

## Профессиональная карьера
В 1964 году Уолтер Джонс выставил свою кандидатуру на драфт НБА, на котором был выбран в третьем раунде под общим 20-м номером командой «Филадельфия Севенти Сиксерс», впрочем он не смог в ней закрепиться, проведя в своём дебютном сезоне всего 23 матча, в которых набрал 131 очко (5,7 в среднем за игру). Следующие два сезона Ларри провёл в EBL, а после образования в 1967 году Американской баскетбольной ассоциации заключил контракт с клубом «Денвер Рокетс».
В течение первых четырёх сезонов в АБА Джонс был одним из самых результативных игроков лиги, набирая более 25 очков в среднем за встречу, стал первым игроком ассоциации, набравшим более 2000 очков в отдельно взятом сезоне, а в сезоне 1968/1969 годов установил рекорд АБА, набирая в течение 23 игр подряд не менее 30 очков. Кроме этого в этом сезоне он стал самым результативным игроком лиги, набрав 2133 очка в 75 играх (28,4 в среднем за игру), но проиграл по этому показателю только Рику Бэрри, который набирал в среднем за игру по 34,0 очка за игру, но провёл всего 35 матчей, поэтому не был учтён в данном показателе, потому что сыграл слишком мало игр.
Самым успешным в карьере Ларри Джонса стало первенство 1969/1970 годов, в котором его клуб дошёл до финала Западного дивизиона. Сначала «Рокетс» в первом раунде с трудом переиграли команду «Вашингтон Кэпс» со счётом 4-3, а затем в полуфинале легко уступили клубу «Лос-Анджелес Старз» со счётом 1-4, несмотря на то, что «Ракеты» заняли в дивизионе первое место, а «Звёзды» — только четвёртое. Кроме этого четырежды принимал участие в матчах всех звёзд АБА (1968—1971), а также трижды включался в первую сборную всех звёзд АБА (1968—1970). К тому же Джонс был основателем и первым президентом Ассоциации игроков АБА.

## Статистика

### Статистика в НБА
| Сезон   | Команда     | Регулярный сезон | Регулярный сезон | Регулярный сезон | Регулярный сезон | Регулярный сезон | Регулярный сезон | Регулярный сезон | Регулярный сезон | Регулярный сезон | Регулярный сезон | Регулярный сезон | Серия плей-офф | Серия плей-офф | Серия плей-офф | Серия плей-офф | Серия плей-офф | Серия плей-офф | Серия плей-офф | Серия плей-офф | Серия плей-офф | Серия плей-офф | Серия плей-офф |
| Сезон   | Команда     | GP               | GS               | MPG              | FG%              | 3P%              | FT%              | RPG              | APG              | SPG              | BPG              | PPG              | GP             | GS             | MPG            | FG%            | 3P%            | FT%            | RPG            | APG            | SPG            | BPG            | PPG            |
| ------- | ----------- | ---------------- | ---------------- | ---------------- | ---------------- | ---------------- | ---------------- | ---------------- | ---------------- | ---------------- | ---------------- | ---------------- | -------------- | -------------- | -------------- | -------------- | -------------- | -------------- | -------------- | -------------- | -------------- | -------------- | -------------- |
| 1964/65 | Филадельфия | 23               |                  | 15,6             | 30,7             |                  | 71,2             | 2,5              | 1,7              |                  |                  | 5,7              | 5              |                | 5,0            | 41,7           |                | 63,6           | 0,8            | 0,4            |                |                | 3,4            |
| 1973/74 | Филадельфия | 72               | 60               | 26,1             | 42,3             |                  | 83,8             | 2,6              | 3,2              | 1,2              | 0,3              | 10,0             | Не участвовал  | Не участвовал  | Не участвовал  | Не участвовал  | Не участвовал  | Не участвовал  | Не участвовал  | Не участвовал  | Не участвовал  | Не участвовал  | Не участвовал  |
|         | Всего       | 95               | 60               | 23,5             | 40,0             |                  | 81,5             | 2,5              | 2,8              | 1,2              | 0,3              | 9,0              | 5              |                | 5,0            | 41,7           |                | 63,6           | 0,8            | 0,4            |                |                | 3,4            |